# Santurtzi Coyotes
Coyotes Santurtzi (o Coyotes de Santurce) es un equipo de fútbol americano de Santurce (Vizcaya) España desde 1998. Es el único equipo que practica este deporte en Euskal Herria. Actualmente compite en la Liga aragonesa Tacle masculina.

## Historia
El club fue fundado en 1998 por una serie de amigos amantes del deporte, habiendo entre ellos algunos jugadores de fútbol americano que participaron en la liga nacional con los extintos Bilbao Cougars, así como gente nueva en esta actividad.
El equipo empezó jugando algunos partidos de exhibición, con buena afluencia de público, en el Polideportivo Zubi Alde de Portugalete. El 2 de mayo de 1999 ganó el trofeo de flag football celebrado en la ciudad de Barcelona, torneo en el que participaron cinco equipos catalanes y Coyotes, quienes vencieron en sus tres partidos. También participaron en la Liga 2000 de Clubs de Flag Football organizada por la Federación Catalana.
En julio de 2000 se organizó un partido contra la Selección de Cataluña, celebrado en Santurce y que fue ganado por los visitantes a pesar del buen nivel demostrado por el equipo local.
En 2001 disputaron la Liga organizada por la Federación Catalana y participaron en el I Trofeo Comunidad de Madrid, además de jugar un partido amistoso en Oviedo. Durante los días 14 y 15 de julio de dicho año organizaron el I Campeonato de España de Flag Football que se celebró en el IMD de Santurce, gracias a su colaboración, la de la Diputación Foral y el Club Dragons de Barcelona, con la asistencia de 14 equipos y televisado por Canal Plus en su programa Sportmanía.
Tras esto, consiguen sacar adelante el primer equipo en la modalidad 7x7, especialidad que se juega solo con siete jugadores y en un campo más reducido.
Debido a la inexistencia de clubes de fútbol americano próximos, participan en las ligas madrileñas. Tras la victoria sobre Las Rozas Black Demons en la Final de Madrid el día 1 de junio de 2003, obtienen el acceso a la final-four de Sevilla dos semanas después. Allí se enfrentan los cuatro ganadores de sus respectivas ligas, Cataluña, Valencia y Andalucía. La final-four se disputa en Sevilla el 3 de junio de 2003 en el estadio de la Cartuja, obteniendo el título de subcampeones nacionales.
El 25 de octubre de 2003 fueron invitados por los Vilafranca Eagles, que celebraban su 15 aniversario, todo un fin de semana durante el cual completaron un entrenamiento de tecnificación conjunto y disputaron un partido amistoso a la mañana siguiente, resultando victoriosos pese a las inclemencias meteorológicas.
En 2004 participan en la primera edición de la LNFA 2, puesta en marcha por la Agrupación Española de Fútbol Americano (AEFA). Pese a no poder disputar la final nacional, se les concede la organización de dicho evento en Santurce el 6 de junio de 2004.
Compiten en LNFA 2 desde entonces hasta 2010, temporada en la que dan el salto de modalidad 9x9 a fútbol americano normal (11 jugadores) y se incorporan a la máxima categoría, la LNFA. Además, debutan en la Copa de España, ante Valencia Firebats, perdiendo por 0-32.
En 2010 terminan con un balance negativo de 2 victorias y 4 derrotas con la imposibilidad de disputar los dos últimos partidos de la temporada.
En 2011, con un equipo que mezclaba jugadores veteranos con infinidad de rookies, tuvo un comienzo de temporada muy prometedora con una sufrida victoria ante Gijón Mariners y un empate en casa ante Valencia Giants, pero las innumerables bajas les llevaría a la tercera posición de la conferencia nacional de la LNFA, con un balance de 2 victorias 1 empate y 5 derrotas.
La temporada 2012 se planteaba con un equipo joven y con poca experiencia, pero con gran ilusión. Además la incorporación al personal técnico de Aitor Trabado, suponía un importante avance para el club santurtzarra.
Fue una temporada dura, ya que el equipo terminaría con un balance de 1 victoria, 1 empate y 6 derrotas, pero se vio un atisbo de mejora en su juego, sobre todo en defensa donde no encajaría ningún punto en los 4 primeros partidos de temporada.
En esa temporada, aparecerían también los equipos de flag football y equipo de tackle junior. Los segundos jugarían un solo partido, en modalidad tackle 5x5 ante un gran rival como fueron los Gijón mariners junior. Por otra parte la modalidad de flag participaría en un torneo celebrado en oviedo, en el que obtendría un meritorio 3.er puesto, y posteriormente en la VI Spanish flag bowl donde tras obtener 1 victoria y 3 derrotas quedaría en un discreto 8.º puesto.
En 2019 abandonaron la Liga Nacional de Fútbol Americano para disputar la Liga Norte Fútbol Americano.
En 2023 les sorprendió durante un entrenamiento la estrella de la NFL Cameron Jordan
Actualmente, en 2025, juegan en la liga aragonesa de Tacle masculina.
El Club cuenta con un staff técnico de gran experiencia en este deporte y un amplio equipo de colaboradores con muchos años de experiencia a sus espaldas. La Junta Directiva en la actualidad se encuentra formada por un conjunto humano con mucha experiencia en el football americano. 
En numerosas ocasiones el Club ha aportado jugadores e incluso staff al Combinado Nacional Español para concentraciones y encuentros. En los últimos años,  tres jugadores fueron convocados con el equipo Nacional Senior y cuatro con el equipo Junior, además de dos miembros para el Staff. En 2025, también ha ido convocado uno de los jugadores con el combinado de Uruguay.
Si hablamos de Futbol Americano en Euskadi ha habido 4 equipos; Bilbao Steel Knight, Bilbao Cougars, Abanto Mineiro y Bilbao Akerrak, pero solo los Coyotes de Santurtzi se mantiene con vida en este territorio.

## Palmarés[2]
- 2003: LNFA 2 subcampeones
- 2016: Campeones liga norte junior
- 2017: Campeones liga norte junior
- 2017: Subcampeones liga nacional junior
- 2017: LNFA Seria A ascenso
- 2019: Campeones de liga norte 7x7